# Genussa pallida
Genussa pallida là một loài bướm đêm trong họ Geometridae.